# 베리 메리 크리스마스
《베리 메리 크리스마스》는 2004년 12월 24일에 MBC에서 방영한 베스트극장이다.

## 등장 인물

### 주요 인물
- 박신혜 : 시은 역
- 정다혜 : 미스 김 역
- 이칸희 : 시은의 어머니 역
- 안석환
- 이석민 : 동자 역 - 동자승
- 김예진 : 마리 역 – 동자승의 단짝친구

### 그 외 인물
- 서범식
- 안재민
- 쇼피쿨라이슬람 : 아부 역
- 김용희
- 유정석
- 주부진
- 김도식
- 양재봉
- 염재욱
- 최영재 (목소리 출연)